# 斎藤周
斎藤 周（さいとう まどか）は、日本の法学者。群馬大学教授。専門は労働法。

## 来歴・人物
- 1986年3月　早稲田大学大学院法律学研究科博士単位修了
- 2008年現在群馬大学教育学部学校教育講座社会専攻准教授。

## 専門分野
法学、公民科教育
- 性差別にかかわる国際労働基準
- 労働法について（ジェンダー差別・労働法の意義）

## 著書・論文

### 論文
- 「家庭生活と職業生活の両立」（労働法律旬報、2001年）
- 「労働者の家族責任と育児介護休業法の役割」（労働法律旬報、2001年）
- 「111号条約の意義と日本法の課題」（労働法律旬報、2002年）
- 「年次有給休暇権の法的性質」（別冊ジュリスト、2002年）
- 「ILO182号条約と児童労働廃絶の取組み」（労働法律旬報、2002年）
- 「性別役割分業型夫婦の関係性－事例調査に基づく一考察」（群馬大学教育学部紀要 人文・社会科学編、2003年）
- 「団結権をめぐる国際労働基準の到達点と結社の自由委員会勧告」（国公労調査時報、2003年）
- 「妊産婦保護に関する新しいILO基準」（日本婦人団体連合会（編）『女性白書2001』ほるぷ出版、2001年）
- 「パート・派遣労働をめぐる日本の課題と世界の動向」（世界の労働、2004年）
- 「市と市民の協働による男女共同参画条例制定」（群馬大学教育学部紀要人文・社会科学編、2004年）
- 「HIV／エイズについての国連とILOの取組み」（労働法律旬報、2004年）
- 「労働時間をめぐるILO基準と日本の課題」（世界の労働、2004年）
- 「前橋市での男女共同参画推進条例制定とバックラッシュの動き」（女性学、2004年）
- 「給特法と教員の超過勤務手当請求権」（季刊教育法、2005年）
- 「芸能実演家と国際労働基準」（日本労働研究雑誌、2006年）
- 「現代の強制労働とその根絶に向けたILOの取組み」（労働法律旬報、2006年）